# 이봉걸
이봉걸(李鳳杰, 1957년 2월 28일 ~ )은 전 씨름 선수. 대학 교수 겸 정치인이다.

## 생애
경상북도 안동에서 출생하였고 경상북도 영양에서 잠시 유년기를 보낸 적이 있는 그는 대전에서 충남대학교 체육교육학과를 학사 학위한 이후 병역 면제되었고 한남대학교 지역개발대학원을 석사 학위하였다.
그는 대구 영신중학교 재학 중이던 1970년 씨름에 입문하였으며, 1978년에는 대통령기대회 및 회장기쟁탈 전국씨름대회에서 우승하였다.
1990년 씨름 선수에서 은퇴한 이후에는 대전씨름협회 전무이사, 대덕대학 겸임교수, 충청대학 겸임교수, 경남대학교 겸임교수, 한국씨름연맹 상벌위원장을 역임했으며, 2004년에는 대전지체장애인협회 회장을 역임하였다.
2005년 12월에는 열린우리당에 입당하여 이듬해 2006년 5월 31일에는 대전광역시 지방의회의원 선거에 열린우리당 후보 출마하였지만 낙선하였으며 이후로도 열린우리당 스포츠문화예술행정위원 직위에 재직하다가 2007년 3월을 기하여 열린우리당 스포츠문화예술행정위원 직위 사퇴 및 탈당하였고 2007년 4월에서 2007년 5월까지 한 달 간 민주당 스포츠문화체육행정특임위원 직위를 역임하였으며 2007년 9월에서 2007년 12월까지 대통합민주신당 스포츠문화체육행정특보위원 직위를 역임하였다.
이후 2009년 에너라이프 타이거즈 씨름단의 창단과 함께 감독을 맡아, 현재까지 팀을 이끌고 있다.
그는 이만기, 이승삼 등과 아울러 1980년대 대한민국 씨름의 명불허전(名不虛傳)으로 이름을 날렸다.

## 학력
- 계성중학교(前) → 영신중학교 졸업
- 영신고등학교 졸업
- 충남대학교 체육교육학과 학사
- 한남대학교 지역개발대학원 사회과학 석사

## 출연작

### 영화
- 1992년 《돌아온 우뢰매 7》... 마주기(마루기) 역

### 드라마
- 《두 형사》 (SBS, 1994년) - 고걸봉 형사 역

### 광고
- 1986 금성자동펌프

## 역대 선거 결과
| 실시년도 | 선거      | 대수 | 직책   | 선거구              | 정당       | 득표수  | 득표율          | 순위 | 당락 | 비고 |
| -------- | --------- | ---- | ------ | ------------------- | ---------- | ------- | --------------- | ---- | ---- | ---- |
| 2006년   | 지방 선거 | 5대  | 시의원 | 대전 서구 제2선거구 | 열린우리당 | 8,769표 | \| \| 23.87% \| | 2위  | 낙선 |      |
|          | 23.87%    |      |        |                     |            |         |                 |      |      |      |

## 같이 보기
- 이만기
- 강호동